# 德米特里·帕夫洛夫
德米特里·格里戈里耶维奇·巴甫洛夫（俄语：Дми́трий Григо́рьевич Па́влов，1897年10月23日—1941年7月22日）是一位蘇聯將軍，軍銜為大將，他曾在第二次世界大戰德軍入侵蘇聯的「巴巴羅薩行動」中擔任關鍵的「西部方面軍」總司令。在作戰頭幾天，西部方面軍大敗並重創，巴甫洛夫隨後即被解除職務、逮捕，最終被判「在軍事事務上失職」，遭到處決。其家属根据内务人民委员部第486号命令被判为叛国者而被驱逐出国。巴甫洛夫後於1956年被恢復其名譽
。

## 軍事生涯
巴甫洛夫為第一次世界大戰和俄國內戰的老兵，自1919年即於紅軍中服務。1919年加入俄共（布）。他於1928年自伏龍芝軍事學院畢業，接著指揮了數個不同的機械化和騎兵單位。1936年至1937年之間，巴甫洛夫以蘇聯軍事顧問的身份參與了西班牙內戰，協助共和軍戰鬥，化名為「帕布羅」（Pablo）。巴甫洛夫在該戰爭中指揮一支蘇聯戰車旅，後來因此功勳獲得了「蘇聯英雄」之榮譽。回到蘇聯後，巴甫洛夫與其他同樣參與西班牙戰事的蘇聯軍官不同，並未被史達林所整肅，之後還成為了蘇軍戰車與裝甲車部隊的領導者，並被認為影響了前者的發展歷程。巴甫洛夫將戰車視為步兵的支援武器，就後來裝甲兵的發展來看，巴甫洛夫的看法實屬大開倒車的錯誤觀念。巴甫洛夫爾後還參與了冬季戰爭與蘇日國界戰爭。
1940年，巴甫洛夫成為了西部（或稱白俄羅斯）特別軍區司令，之後該區的部隊即組成西部方面軍、承受納粹德國在1941年6月「巴巴羅薩行動」中的猛烈攻擊。1941年2月22日，巴甫洛夫成為了第一批晉升為大將的幾位蘇聯將軍之一，在當時此軍銜僅次於「蘇聯元帥」（後於1943年蘇聯設置了「苏联军兵种主帅」一軍銜，大將因而變成第三高的軍銜）。

## 隕落
在蘇德戰爭頭幾天裡，巴甫洛夫指揮的西部方面軍已於比亞韋斯托克-明斯克戰役遭到毀滅性打擊，後帕夫洛夫被解除職務、逮捕，並被控以叛國與失職。
巴甫洛夫與其參謀長克里莫斯基克最初被控以：
|  | 根據俄羅斯蘇維埃聯邦社會主義共和國刑法第58條款第1B項、第58條款第11項，其為反蘇軍事陰謀集團成員、背叛祖國的利益、違背了對政府的宣誓以及傷害了紅軍的戰鬥能力……初步的司法調查裁定，被告西部方面軍總司令—巴甫洛夫與同方面軍參謀長—里莫斯基克，於蘇維埃社會主義共和國聯盟對德軍敵對行動展開時表現怯懦、失職、管理不善、令其指揮管制崩潰、在無戰鬥的情況下向敵軍繳械投降、蓄意放棄紅軍陣地、運行極其混亂的國防行動，使敵軍可突破紅軍的戰線。 |

巴甫洛夫與其副手被控以「未履行其職責」，而非叛國罪。1941年7月22日—與判決宣佈下來的同一天，巴甫洛夫的財產被沒收、剝奪軍銜、之後內務人民委員會處決了巴甫洛夫，將其屍體埋於莫斯科附近的一處垃圾掩埋場。
除了巴甫洛夫外，西部方面軍的其他數名指揮官也被判決死刑，包括參謀長少將弗拉基米尔·叶菲莫维奇·克里莫夫斯基赫、軍通信長安德烈·捷连季耶维奇·格里格耶夫少將、火砲長尼古拉·亚历山德罗维奇·格里契中將和西部方面軍航空軍副司令安德烈·伊万诺维奇·塔尤爾斯基（該人在航空兵少將伊万·伊万诺维奇·科别茨自殺後，名義上已是西部方面軍的航空兵司令）。另外，第14機械化軍司令斯捷潘·伊里奇·歐柏林少將也於7月8日被逮捕並處決。第4軍團司令亚历山大·科罗布科夫也在7月8日被解除職務、隔天被捕，於7月22日被處決。
巴甫洛夫與其他西部方面軍指揮官後於1956年因「證據不足」為名，被恢復其名譽。

## 資料來源
1. ↑  Michael Parrish, The Lesser Terror: Soviet State Security, 1939-1953, Praeger/Greenwood, 1996.  Relevant pages available from Google Book Search:
The Lesser Terror: Soviet State ... - Google Book Search （页面存档备份，存于） at books.google.ca
The Lesser Terror: Soviet State ... - Google Book Search （页面存档备份，存于） at books.google.ca,
The Lesser Terror: Soviet State ... - Google Book Search （页面存档备份，存于） at books.google.ca,
2. ↑  Beevor, Antony. The Spanish Civil War. p. 123. ISBN 0-911745-11-4
3. ↑  Constantine Pleshakov, Stalin's Folly: The Tragic First Ten Days of World War II on the Eastern Front, Houghton Mifflin Books, 2005. Relevant page available from Google Book Search: 
Stalin's Folly: The Tragic First Ten ... - Google Book Search （页面存档备份，存于） at books.google.ca
4. ↑  Joseph Page and Tim Bean, Russian Tanks of World War II,  Zenith Imprint, 2002, Relevant page available via Google Book Search:  （页面存档备份，存于）,
Russian Tanks of World War II ... - Google Book Search （页面存档备份，存于） at books.google.ca
5. ↑  （俄文）Маршалы и Адмиралы Флота Советского Союза - Marshals and Admirals of the Fleet of the Soviet Union （页面存档备份，存于）

## 外部連結
- （俄文） Biography from hronos.km.ru
- （俄文） Biography from warheros.ru （页面存档备份，存于）